# 사야의 노래
사야의 노래(일본어: 沙耶の唄 사야노 우타[*])는 2003년 12월 26일 니트로 플러스에서 발매된 성인용 어드벤처 게임이다. 2006년 6월 30일 팀 바실리스크가 한글화 패치를 배포하여 널리 알려지게 되었다.

## 줄거리
의대생인 사키사카 후미노리는 교통사고를 당해 생사의 기로에 헤메지만, 기적적으로 회복한다. 하지만 그 후유증으로 후미노리는 모든 인간, 사물이 마치 장기의 형태로 느껴지며 후각,촉각,미각,청각 모든 감각이 이전의 생활을이어가지 못할지경에 이르게 된다. 자신 이외에는 전부 미친 것처럼 느껴지는 세계에서, 극단적 선택까지 결심하고있던 후미노리의 앞에 사야라는 한 예쁜 소녀가 나타난다. 광기어린 세상에서 유일하게 사람이자 정상으로 느껴지는 사야는 후미노리의 퇴원후 후미노리의 집에 같이살며 후미노리의 버팀목이 되어준다. 하지만 그만남은 광기의 세계의 문에 지나지 않았다.

## 등장인물
사키사카 후미노리 (일본어: 匂坂 郁紀)
성우 : 미도리카와 히카루
주인공. 교통사고로 자신을 제외한 가족 전원을 잃고, 자신도 중상을 입었지만 최첨단의 시설로 극적으로 살아나 대학에 복귀했다. 하지만 후유증으로사물의 인식이 실제와 반대로 느껴진다. 그중 유일하게 정상으로 보이는 소녀 사야와 함께 살게 된다.
사야 (일본어: 沙耶)
성우 : 카와무라 미도리
유일하게 후미노리에게 정상으로 보이는 소녀.
토노오 코우지 (일본어: 戸尾 耕司)
성우 : 카타오카 다이지로
후미노리의 친구이며 대학 서클의 동료. 사고후 일변한 후미노리와의 관계를 원래대로 되돌리려고 노력하였으나, 그로 인해 후미노리의 광기의 세계에 발을 들이게 된다.
타카하타 오우미 (일본어: 高畠 青海)
성우 : 카이바라 에레나
코우지의 애인이며 요우의 친구. 사고 후 냉담해진 후미노리의 태도에 괴로워하는 요우를 걱정하고 있다.
츠쿠바 요우 (일본어: 津久葉 瑤)
성우 : 야자와 이즈미
후미노리의 서클 동료. 후미노리를 짝사랑하고 있다.
탄보 료코 (일본어: 丹保 凉子)
성우 : 사토 마코토
후미노리의 주치의. 육체적으로는 완전히 회복한 후미노리가 정기검진때마다 무엇인가를 숨기는 듯한 모습을 보이는 것을 의심스럽게 생각하고있다.

## 삽입 음악
() 안의 곡명은 번역명. 번역명까지 포함하면 모든 곡명이 S로 시작한다.
- SCHIZOPHRENIA (조현증)
- SABBATH (안식일)
- SEEK (탐색)
- SPOOKY SCAPE (기분나쁜 꽃줄기)
- SONG OF SAYA I (사야의 노래 I)
- SONG OF SAYA II (사야의 노래 II)
- SIN (죄)
- SUNSET (일몰)
- SHAPESHIFT (변화)
- SCARE SHADOW (공포의 그림자)
- SCREAM (비명)
- SAVAGE (야만인)
- SILENT SORROW (조용한 슬픔)
- 沙耶の唄 (Song of Saya, 사야의 노래)
- ガラスのくつ (Shoes of Glass, 유리 구두)

## 제작 스탭
- 제작 총지휘: 데지타로 (でじたろう)
- 원화: 주오히가시구치 (中央東口)
- 시나리오: 우로부치 겐 (虚淵 玄)
- 음악: ZIZZ STUDIO
- 노래: 이토 카나코 (いとうかなこ)